# NGC 5286

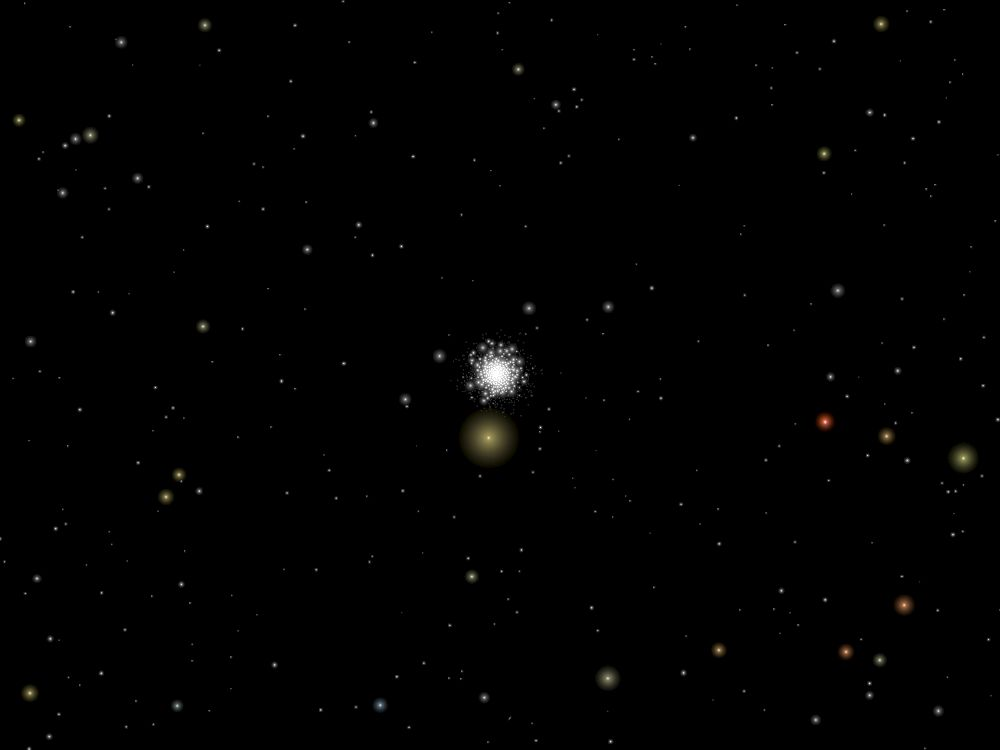
NGC 5286

NGC 5286 sau Caldwell 84 este un roi globular din constelația Centaurul. Este localizat la aproximativ 35 900 de ani-lumină depărtare. 